# Nationale feestdag
De meeste landen hebben een of meer nationale feestdagen waarin de onafhankelijkheid, verjaardag van het staatshoofd of iets soortgelijks wordt gevierd. Hieronder volgt een lijstje op datum:
| Dag          | Land                                 | Naam                                                                      | Omschrijving |
| ------------ | ------------------------------------ | ------------------------------------------------------------------------- | --- |
| 1 januari    | Cuba                                 | Bevrijdingsdag                                                            | Fidel Castro komt aan de macht in 1959 (en aan de Spaanse heerschappij komt een einde in 1899) |
| 4 januari    | Myanmar                              | Onafhankelijkheidsdag                                                     | Birma (tegenwoordig Myanmar) werd op 4 januari 1948 onafhankelijk van Brits-Indië. |
| 9 januari    | Bosnië en Herzegovina                | Dag van de Republiek (Servische Republiek in Bosnië-Herzegovina)          | De Servische Republiek in Bosnië-Herzegovina werd uitgeroepen in 1992 |
| 26 januari   | Australië                            | Australia Day                                                             | Dag dat de Eerste Vloot Sydney bereikte in 1788. |
| 26 januari   | India                                | Dag van de Republiek                                                      | Grondwet van de Republiek India in 1950 van kracht. |
| 31 januari   | Nauru                                | Onafhankelijkheidsdag                                                     | Viering van de verjaardag van de onafhankelijkheid (uitgeroepen in 1968) |
| 6 februari   | Nieuw-Zeeland                        | Waitangi Day                                                              | Viering van de oprichting van Nieuw-Zeeland |
| 11 februari  | Japan                                | Kenkoku kinen no hi                                                       | Viering van de stichting van Japan |
| 15 februari  | Servië                               | Onafhankelijkheidsdag                                                     | Begin van de Servische revolutie tegen het Ottomaanse Rijk in 1804 |
| 16 februari  | Litouwen                             | Onafhankelijkheidsdag                                                     | Viering van de verjaardag van de onafhankelijkheid (uitgeroepen in 1918) |
| 17 februari  | Kosovo                               | Onafhankelijkheidsdag                                                     | Onafhankelijk geworden van Servië in 2008 |
| 23 februari  | Brunei                               | Nationale feestdag                                                        | |
| 24 februari  | Estland                              | Onafhankelijkheidsdag                                                     | Viering van de verjaardag van de onafhankelijkheid (uitgeroepen in 1918) |
| 1 maart      | Bosnië en Herzegovina                | Onafhankelijkheidsdag                                                     | Onafhankelijk geworden van Joegoslavië in 1992 |
| 1 maart      | Wales                                | St. David's Day                                                           | Herdenking van David, Wales' belangrijkste heilige, en dag waarop Welshmen over de hele wereld een cultureel feest hebben |
| 3 maart      | Bulgarije                            | Nationale feestdag                                                        | Herdenking van het herstel van de Bulgaarse Staat in 1878, de Vrede van San Stefano |
| 15 maart     | Hongarije                            | Nationale Feestdag van Hongarije                                          | Herdenking van de opstand van de Hongaren tegen de Oostenrijkers in 1848 |
| 17 maart     | Ierland                              | St. Patrick's Day                                                         | Herdenking van St. Patrick, Ierlands belangrijkste heilige, en dag waarop Ieren over de hele wereld een cultureel feest hebben |
| 21 maart     | Namibië                              | Onafhankelijkheidsdag                                                     | Viering van de verjaardag van de onafhankelijkheid (uitgeroepen in 1990) |
| 25 maart     | Griekenland                          | Onafhankelijkheidsdag                                                     | Begin van de Griekse revolutie tegen het Ottomaanse Rijk in (1821) |
| 26 maart     | Bangladesh                           | Onafhankelijkheidsdag                                                     | Onafhankelijk geworden van Pakistan in 1971 |
| 3 april      | Guinee                               | Onafhankelijkheidsdag                                                     | Onafhankelijkheid van Frankrijk in 1958 |
| 23 april     | Engeland                             | St. George's Day (Sint-Jorisdag)                                          | Sinds 1348 is Sint-Joris patroonheilige van Engeland |
| 27 april     | Nederland                            | Koningsdag                                                                | Sinds de troonsbestijging van koning Willem-Alexander in 2013 wordt deze datum gehandhaafd, de verjaardag van de koning. Van 1949 tot en met 2013 werd deze dag gevierd op 30 april onder de naam Koninginnedag, de geboortedag van de toenmalige koningin Juliana, waaronder ook gedurende de tijd dat Beatrix koningin was (verjaardag 31 januari). |
| 3 mei        | Japan                                | Kenpô kinenbi                                                             | Dag van de Grondwet |
| 3 mei        | Polen                                | Dag van de Grondwet                                                       | De eerste geschreven grondwet van Europa treedt in werking in Polen. |
| 5 mei        | Nederland                            | Bevrijdingsdag                                                            | Herdenking van de bevrijding van Nederland in 1945, aan het eind van de Tweede Wereldoorlog. De Duitse capitulatie vond plaats op 8 mei. |
| 14 mei       | Israël                               | Onafhankelijkheidsdag                                                     | Viering van de onafhankelijkheid van de Joodse staat Israël (Hebreeuws: Yom Ha'atzmaut). De Israëlische onafhankelijkheidsverklaring werd geproclameerd in 1948. |
| 17 mei       | Noorwegen                            | Nationale feestdag                                                        | Herdenking van de in 1814 bekrachtigde Noorse Grondwet |
| 21 mei       | Montenegro                           | Onafhankelijkheidsdag                                                     | Onafhankelijk geworden van Servië en Montenegro in 2006 na referendum |
| 22 mei       | Jemen                                | Dag van de Hereniging                                                     | Ter herdenking van de hereniging van Noord- en Zuid-Jemen |
| 25 mei       | Argentinië                           | Zie ook 9 juli                                                            | Eerste nationale regering |
| 26 mei       | Georgië                              | Onafhankelijkheidsdag                                                     | Onafhankelijk geworden van de Transkaukasische Democratische Federatieve Republiek in 1918 |
| 28 mei       | Armenië                              | Dag van de Republiek                                                      | Onafhankelijk geworden van de Transkaukasische Democratische Federatieve Republiek in 1918 |
| 28 mei       | Azerbeidzjan                         | Onafhankelijkheidsdag                                                     | Onafhankelijk geworden van de Transkaukasische Democratische Federatieve Republiek in 1918 |
| 30 mei       | Kroatië                              | Nationale feestdag (Dan državnosti)                                       | Onafhankelijk geworden van Joegoslavië |
| 2 juni       | Italië                               | Dag van de Republiek                                                      | Herdenking van het referendum ten gunste van de republiek in 1946 |
| 5 juni       | Denemarken                           | Grundlovsdag                                                              | Viering van de introductie van de nieuwe grondwet in 1849 |
| 6 juni       | Zweden                               | Nationale feestdag van Zweden                                             | Kroning van de eerste koning van het huidige Zweden, Gustaaf I, in 1523 |
| 10 juni      | Portugal                             | Dag van Portugal                                                          | Sterfdag van de Portugese dichter Luís de Camões in 1580 |
| 12 juni      | Rusland                              | Dag van de Aanname van de Verklaring van de Staatssoevereiniteit          | viering van de onafhankelijkheid van de Sovjet-Unie in 1990 |
| 17 juni      | IJsland                              | Onafhankelijkheidsdag                                                     | Viering van de onafhankelijkheid van Denemarken sinds 1944 |
| 19 juni      | Verenigde Staten                     | Juneteenth                                                                | Einde van de slavernij |
| 21 juni      | Groenland                            | Zonnewende                                                                | Viering van de langste dag van het jaar |
| 23 juni      | Luxemburg                            | Nationalfeierdag/Fête Nationale/Nationalfeiertag                          | |
| 25 juni      | Slovenië                             | Nationale feestdag (Dan državnosti)                                       | Onafhankelijk geworden van Joegoslavië |
| 1 juli       | Burundi                              | Onafhankelijkheidsdag                                                     | Onafhankelijk geworden van België in 1962 |
| 1 juli       | Canada                               | Canada Day                                                                | Viering van de vorming van de confederatie van Canada |
| 3 juli       | Wit-Rusland                          | Onafhankelijkheidsdag                                                     | Bevrijding van Minsk in 1944 |
| 4 juli       | Verenigde Staten                     | Independence Day                                                          | Viering van de verjaardag van de onafhankelijkheid (uitgeroepen in 1776) |
| 5 juli       | Venezuela                            | Onafhankelijkheidsdag                                                     | Onafhankelijkheidsverklaring van Venezuela van Spanje in 1811 |
| 5 juli       | Algerije                             | Onafhankelijkheidsdag                                                     | Onafhankelijkheid van Frankrijk in 1962 |
| 5 juli       | Kaapverdië                           | Onafhankelijkheidsdag                                                     | Onafhankelijkheid van Portugal in 1975 |
| 7 juli       | Salomonseilanden                     | Onafhankelijkheidsdag                                                     | Onafhankelijk geworden van het Verenigd Koninkrijk in 1978 |
| 9 juli       | Argentinië                           | Zie ook 25 mei                                                            | Onafhankelijkheid van Spanje, 1816 |
| 10 juli      | Bahama's                             | Onafhankelijkheidsdag                                                     | Onafhankelijk geworden van het Verenigd Koninkrijk in 1973 |
| 12 juli      | Sao Tomé en Principe                 | Onafhankelijkheidsdag                                                     | Onafhankelijk geworden van het Portugal in 1975 |
| 12 juli      | Kiribati                             | Onafhankelijkheidsdag                                                     | Onafhankelijk geworden van het Verenigd Koninkrijk in 1979 |
| 13 juli      | Montenegro                           | Dag van de revolutie                                                      | Einde van het Congres van Berlijn in 1878 waarbij Montenegro volledige onafhankelijkheid kreeg |
| 14 juli      | Frankrijk                            | Nationale feestdag                                                        | Herdenking van de Franse Revolutie en de bestorming van de Bastille in 1789 |
| 21 juli      | België                               | Nationale feestdag                                                        | Op 21 juli 1831 legde Leopold I, de eerste koning der Belgen, de grondwettelijke eed af |
| 28 juli      | Peru                                 | Nationale feestdag                                                        | Op 28 juli 1821 werd Peru Onafhankelijk geworden van Spanje verklaard |
| 29 juli      | Faeröer                              | Nationale feestdag                                                        | Ólavsøka (de dood van Sint Olaf in de Slag bij Stiklestad in 1030): opening van de zitting van de Løgting (volksvertegenwoordiging) |
| 30 juli      | Vanuatu                              | Onafhankelijkheidsdag                                                     | Onafhankelijk geworden van het Verenigd Koninkrijk en Frankrijk in 1980 |
| 1 augustus   | Benin                                | Onafhankelijkheidsdag                                                     | Onafhankelijk geworden van Frankrijk in 1960 |
| 1 augustus   | Zwitserland                          | Nationale feestdag                                                        | Viering van de sluiting van het Eedgenootschap van 1291 tussen de drie Oerkantons |
| 6 augustus   | Bolivia                              | Onafhankelijkheidsdag                                                     | Onafhankelijk geworden van Spanje in 1825 |
| 7 augustus   | Ivoorkust                            | Onafhankelijkheidsdag                                                     | Onafhankelijk geworden van Frankrijk in 1960 |
| 9 augustus   | Singapore                            | Onafhankelijkheidsdag                                                     | Viering van de verjaardag van de onafhankelijkheid (uitgeroepen in 1965) |
| 10 augustus  | Ecuador                              | Onafhankelijkheidsdag                                                     | Onafhankelijkheidsverklaring van Spanje in 1809 |
| 11 augustus  | Tsjaad                               | Onafhankelijkheidsdag                                                     | Onafhankelijk van Frankrijk in 1960 |
| 14 augustus  | Pakistan                             | Onafhankelijkheidsdag                                                     | Onafhankelijk geworden van het Verenigd Koninkrijk |
| 15 augustus  | Congo-Brazzaville                    | Onafhankelijkheidsdag                                                     | Onafhankelijk geworden van Frankrijk in 1960 |
| 15 augustus  | Liechtenstein                        | Nationale feestdag                                                        | |
| 17 augustus  | Indonesië                            | Onafhankelijkheidsdag                                                     | Op 17 augustus 1945 riep Indonesië de onafhankelijkheid uit, die echter pas op 27 december 1949 door Nederland werd erkend. |
| 19 augustus  | Afghanistan                          | Onafhankelijkheidsdag                                                     | Onafhankelijk van het Verenigd Koninkrijk van Groot-Brittannië en Ierland in 1919 |
| 20 augustus  | Hongarije                            | Sint-Stefanus                                                             | Feestdag van de Hongaarse patroonheilige, koning Stefan |
| 25 augustus  | Uruguay                              | Onafhankelijkheidsdag                                                     | Viering van de onafhankelijkheid van Spanje (1825) |
| 27 augustus  | Moldavië                             | Onafhankelijkheidsdag                                                     | Viering van de onafhankelijkheid van de Sovjet-Unie (1991) |
| 29 augustus  | Slowakije                            | Nationale feestdag                                                        | Herdenking van de Slowaakse Nationale Opstand (1944) |
| 2 september  | Vietnam                              | Quốc khánh                                                                | Viering van de onafhankelijkheid van Unie van Indochina (1945) |
| 3 september  | San Marino                           | Nationale feestdag                                                        | |
| 7 september  | Brazilië                             | Onafhankelijkheidsdag                                                     | Viering van de onafhankelijkheid Brazilië(uitgeroepen in 1822) |
| 8 september  | Andorra                              | Nationale feestdag                                                        | |
| 8 september  | Noord-Macedonië                      | Onafhankelijkheidsdag                                                     | Viering van de onafhankelijkheid van Joegoslavië (1991) |
| 10 september | Belize                               | Onafhankelijkheidsdag                                                     | Onafhankelijk geworden van het Verenigd Koninkrijk in 1981 |
| 11 september | Catalonië                            | Nationale feestdag                                                        | Herdenkt de Catalaanse verzet en zijn val tijdens het beleg van Barcelona (1713-1714) |
| 12 september | Kaapverdië                           |                                                                           | |
| 15 september | Guatemala                            | Onafhankelijkheidsdag                                                     | Viering van de verjaardag van de onafhankelijkheid (uitgeroepen in 1821) |
| 16 september | Mexico                               | Onafhankelijkheidsdag                                                     | Viering van de verjaardag van de onafhankelijkheid (uitgeroepen in 1810) |
| 16 september | Papoea-Nieuw-Guinea                  | Onafhankelijkheid                                                         | Vierieng van de verjaardag van de onafhankelijkheid (uitgeroepen in 1975) |
| 18 september | Chili                                | Onafhankelijkheidsdag                                                     | Onafhankelijk geworden van Spanje in 1810 |
| 19 september | Saint Kitts en Nevis                 | Onafhankelijkheidsdag                                                     | Onafhankelijk geworden van het Verenigd Koninkrijk in 1983 |
| 19 september | Nepal                                | Dag van de Grondwet                                                       | Dag van de Grondwet, ter herdenking van de goedkeuring van de Grondwet in 2015 |
| 21 september | Armenië                              | Onafhankelijkheidsdag                                                     | Onafhankelijkheid van de Sovjet-Unie erkend in 1991 |
| 21 september | Belize                               | Onafhankelijkheidsdag                                                     | Onafhankelijkheid van het Verenigd Koninkrijk in 1981 |
| 23 september | Saoedi-Arabië                        | Nationale feestdag                                                        | Nationale Dag van Saoedi-Arabië, omdoop van het Koninkrijk Nejd en Hejaz tot het Koninkrijk Saoedi-Arabië in 1932 |
| 25 september | Guinee-Bissau                        | Onafhankelijkheidsdag                                                     | Onafhankelijk geworden van Portugal in 1966 |
| 27 september | Turkmenistan                         | Onafhankelijkheidsdag                                                     | Onafhankelijk geworden van Sovjet-Unie in 1991 |
| 30 september | Botswana                             | Onafhankelijkheidsdag                                                     | Onafhankelijk geworden van het Verenigd Koninkrijk in 1973 |
| 1 oktober    | China                                | Nationale dag van de Volksrepubliek China (中华人民共和国国庆节)          | Sinds 1949 |
| 1 oktober    | Cyprus                               | Onhafhankelijkheidsdag                                                    | Onafhankelijk geworden van het Verenigd Koninkrijk in 1960 |
| 1 oktober    | Nigeria                              | Onhafhankelijkheidsdag                                                    | Sinds 1960 (Nationale dag van de Fedrerale Rebuliek Nigeria Vrijheid van de VK) |
| 1 oktober    | Palau                                | Onhafhankelijkheidsdag                                                    | Onafhankelijk geworden van de Verenigde Staten in 1994 |
| 1 oktober    | Tuvalu                               | Onhafhankelijkheidsdag                                                    | Onafhankelijk geworden van het Verenigd Koninkrijk in 1978 |
| 3 oktober    | Duitsland                            | Dag van de Duitse Eenheid (Tag der Deutschen Einheit)                     | Sinds 1990 (hereniging van Duitsland) |
| 3 oktober    | Irak                                 | Onafhankelijkheidsdag                                                     | Onafhankelijk geworden van het Verenigd Koninkrijk in 1932 |
| 10 oktober   | Taiwan                               | Dubbele Tien Dag                                                          | Viering van het begin van de Wuchang-opstand |
| 12 oktober   | Spanje                               | Día de la Raza                                                            | De dag waarop Christoffel Columbus in 1492 Amerika ontdekte |
| 18 oktober   | Colombia                             | Columbusdag                                                               | Viering van de eerste reis van Columbus naar Amerika in 1492 |
| 24 oktober   | Zambia                               | Onafhankelijkheidsdag                                                     | Onafhankelijk geworden van het Verenigd Koninkrijk in 1964 |
| 26 oktober   | Oostenrijk                           | Nationalfeiertag                                                          | Sinds 1955: de dag waarop de verklaring van altijddurende neutraliteit werd afgelegd (zie Oostenrijkse Staatsverdrag) |
| 27 oktober   | Saint Vincent en de Grenadines       | Onafhankelijkheidsdag                                                     | Onafhankelijk geworden van het Verenigd Koninkrijk in 1979 |
| 28 oktober   | Tsjechië                             | Nationale feestdag                                                        | Uitroeping van de republiek Tsjecho-Slowakije, dat onafhankelijk werd van Oostenrijk-Hongarije in 1918 |
| 29 oktober   | Turkije                              | Dag der Republiek                                                         | Vormen van de nationale Assemble en het uitroepen van de republiek in 1923 |
| 1 november   | Algerije                             | Nationale feestdag                                                        | Begin van de onafhankelijkheidsoorlog in 1954. |
| 1 november   | Antigua en Barbuda                   | Onafhankelijkheidsdag                                                     | Onafhankelijk geworden van het Verenigd Koninkrijk in 1981 |
| 9 november   | Cambodja                             | Onafhankelijkheidsdag                                                     | Onafhankelijk geworden van Frankrijk in 1953 |
| 11 november  | Angola                               | Onafhankelijkheidsdag                                                     | Onafhankelijk geworden van Portugal in 1975 |
| 11 november  | Polen                                | Święto Niepodległości (onafhankelijkheidsfeest)                           | Onafhankelijkheidsdag: gevierd wordt dat na de Eerste Wereldoorlog Polen zijn territoria van Pruisen, Oostenrijk en de Sovjet-Unie terugkreeg. |
| 15 november  | Brazilië                             | Uitroeping van de republiek                                               | Viering van de verjaardag van de republiek |
| 18 november  | Letland                              | Onafhankelijkheidsdag                                                     | Viering van de verjaardag van de onafhankelijkheid (uitgeroepen in 1918) |
| 19 november  | Monaco                               | Nationale feestdag                                                        | |
| 25 november  | Bosnië en Herzegovina                | Dag van de Republiek (Bosniak-Kroatische Federatie in Bosnië-Herzegovina) | Bosnië-Herzegovina werd formeel gelijkwaardig aan de andere Joegoslavische deelrepublieken in 1943 |
| 25 november  | Suriname                             | Srefidensi Dey                                                            | Sinds 1975: dag van de proclamatie van de onafhankelijke republiek Suriname |
| 28 november  | Albanië                              | Dita e Pavarësisë                                                         | Albanië verklaart zich onafhankelijk van het Ottomaanse Rijk in 1912. |
| 30 november  | Schotland                            | St. Andrew's Day (feestdag van de heilige Andreas)                        | Een paar eeuwen na de dood van de heilige apostel Andreas zouden enkele relikwieën van hem naar Schotland zijn gebracht door een missionaris met de naam Rule. |
| 30 november  | Barbados                             | Onafhankelijkheidsdag                                                     | Onafhankelijk geworden van het Verenigd Koninkrijk in 1966 |
| 1 december   | Roemenië                             | Dag van de Vereniging                                                     | Transsylvanië werd toegevoegd aan Roemenië (1918). |
| 5 december   | Thailand                             | Verjaardag koning                                                         | Viering van de verjaardag van de huidige koning Rama IX |
| 6 december   | Finland                              | Nationale feestdag                                                        | Onafhankelijk geworden van het Keizerrijk Rusland in 1917 |
| 11 december  | Burkina Faso                         | Nationale feestdag                                                        | Dag van de Onafhankelijkheidsverklaring in 1958 |
| 13 december  | Saint Lucia                          | Nationale feestdag                                                        | Onafhankelijk geworden van het Verenigd Koninkrijk in 1979 |
| 15 december  | Nederland Aruba Curaçao Sint Maarten | Koninkrijksdag                                                            | Viering van het tekenen van het koninkrijksstatuut (1954) |
| 16 december  | Bahrein                              | Nationale feestdag                                                        | Troonsbestijging van wijlen Amir Sh. Isa Bin Salman Al Khalifa |
| 16 december  | Bangladesh                           | Dag van de Overwinning                                                    | Einde van de onafhankelijkheidsoorlog met Pakistan in 1971 |
| 17 december  | Bhutan                               | Nationale feestdag                                                        | Ugyen Wangchuk tot koning gekozen in 1907 |

## Noot
1. 1 2 3  In Bosnië-Herzegovina heeft men nog steeds geen akkoord bereikt over de nationale feestdag. 9 januari viert men in de Servische Republiek die in 1992 werd uitgeroepen de Dag van de Republiek. 1 maart is er Onafhankelijksdag, dan wordt de onafhankelijkheid van Bosnië-Herzegovina in 1992 gevierd. 25 november viert men in de Bosniak-Kroatische Federatie de Dag van de Republiek omdat Bosnië-Herzegovina in 1943 formeel gelijkwaardig werd aan de andere Joegoslavische deelrepublieken.